# Thoracochromis buysi
La brema del Cunene (Thoracochromis buysi) es una especie de peces de la familia Cichlidae en el orden de los Perciformes.

## Morfología
Los machos pueden llegar alcanzar los 14 cm de longitud total.

## Hábitat
Es una especie de clima tropical.

## Distribución geográfica
Se encuentran en África: río Cunene (Angola y Namibia).